# Kabosu
Kabosu（日语： Kabosu，意思為臭橙；2005年11月2日—2024年5月24日），是一隻來自日本的柴犬。牠於2008年被幼兒園老師佐藤敦子收養，並因成為網路迷因「Doge」和加密貨幣「狗狗币」的原型而聞名於世，被認為是世界上最著名的柴犬。

## 生平
Kabosu是一隻純種柴犬，然而在出生的狗隻繁殖場因結業，他與其他18隻柴犬被送到動物收容所。大多數柴犬最終都面臨安樂死的命運，但Kabosu幸運地被志願團體救出，並被安排尋找領養家庭。志願團體為牠取名「Kabosu」，因為牠有著一張形似柑橘水果「臭橙」的圓臉。
幼稚園教師佐藤敦子和丈夫住在佐倉市，他們已經養育了兩個孩子。過去，佐藤曾飼養過一隻名為「Ken」的大型混種犬，重達18公斤。但Ken在2006年秋天突然去世，享年10歲。佐藤覺得自己因為全職工作無法再飼養狗，但心中的空洞仍無法填補。2008年秋天，佐藤在一個寄養網站上偶然看到了Kabosu。當時的Kabosu大約3歲，剛剛逃過被安樂死的命運，顯得非常溫和且友善。佐藤覺得這是一種命運，因Kabosu恰好被寄養在他住家附近。她懷著激動的心情向志願團體發送一封申請郵件。次日，佐藤便與Kabosu見面並開始了試養期。由於Kabosu的確切出生日期不詳，佐藤決定將2008年11月2日，也就是Kabosu來到她家的日子，定為牠的生日。剛到家時，Kabosu像玩具一樣安靜，甚至不願意讓人抱，但在兩個月後，牠開始像家人一樣放鬆。一般而言，柴犬被認為聰明且具攻擊性，不容易與其他犬隻相處，但佐藤發現Kabosu的性格有所不同，並形容牠具有「心地善良、悠閒自在」的個性。
領養Kabosu大約一年半後，佐藤得知曾從動物收容所救出Kabosu的志願團體，正在照顧一隻被母貓遺棄的小貓。儘管佐藤之前對貓不太感興趣，但她決定申請領養這隻小貓，並將其命名為「Tsutsuji」（杜鵑花）。Kabosu很快接納了Tsutsuji，兩者建立了如同姊妹般的親密關係。2010年，佐藤又領養了一隻小公貓，命名為「Ginnan」（銀杏）。在與貓咪們玩耍的過程中，Kabosu變得更加坦率地表達情感。後來，佐藤家又增加了一隻名叫「Onigiri」（飯糰）的貓，使家庭成員增加到一隻狗和三隻貓。
佐藤在與Kabosu散步時，感受到日復一日的四季變化和自然美景，於是萌生了與他人分享的念頭。她於2009年6月開始創辦部落格，定期發布寵物的照片。她身為幼稚園教師的柔和敘述風格深受讀者喜愛，使佐藤的部落格逐漸獲得人氣。

### 迷因
Kabosu廣為人知的照片首次出現在2010年佐藤的部落格貼文中；照片中，Kabosu前爪交叉，嘴巴微微抽搐，警惕地側目而視。前景中出現的手是佐藤丈夫的手，這是他試圖邀請Kabosu玩耍，而Kabosu輕描淡寫地應對的瞬間。
在英語圈的社交媒體中，2010年10月，Reddit上傳了一張搞怪的柯基犬照片，這引發了以狗為主題的拼貼畫等迷因潮流，並形成一個名為「Doge」的搞笑圖片類別，這個名字是 「dog」的拙劣詞彙，該詞彙的使用可追溯到2005年6月，該名稱曾於《家園之星跑者》的木偶系列的一集中被提及。
2012年9月，Tumblr部落格「Shiba Confessions」（柴犬的告白），開始發布將柴犬的圖像與色彩斑斕的Comic Sans MS字體的文本結合起來的「Doge」圖輯，但這並未形成一股熱潮。然而，當該部落格使用了Kabosu的照片後，它在Reddit和Tumblr等社交媒體上引發了爆炸性的連鎖反應。人們將這張照片與奇特的對白或其他照片進行滑稽的拼貼，Kabosu在2013年7月成為了「Doge」的象徵性存在。在英語圈的網絡社群中廣泛傳播。
2013年，Kabosu的臉成為加密貨幣狗狗幣的圖標由於狗狗幣經常用於慈善活動，佐藤對此表示支持。
2021年，社群媒體出現一些冒充佐藤的人士，試圖出售Kabosu的照片作為NFT使用，這讓佐藤感到憂心。佐藤希望Kabosu的照片能用來給人們帶來快樂，而不是為某些人牟利，經與友人商量後，他決定將包括那張成為Doge的照片在內的八張Kabosu的照片作為NFT進行慈善拍賣。這些照片在2021年6月的慈善拍賣中以4.7億日元的價格售出。拍賣所得按佐藤的意願，捐給了蘆永育英會、日本紅十字會等日本國內外的兒童權益保護組織，其餘款項則通過國際非政府組織國際培幼會和世界展望會用於在越南、伊拉克和南蘇丹建設學校。
2023年4月4日，伊隆·馬斯克營運的社交媒體Twitter將其標誌從藍鳥換成了Kabosu的圖片。此後，在同月7日之前，標誌又恢復為原來的藍鳥標誌。

### 晚年
2022年12月28日，佐藤宣布Kabosu患有嚴重的急性肝膽管炎和慢性淋巴性白血病，並因黃疸而陷入危急狀態，不久之後，Kabosu透過抗生素治療，健康狀況有所改善。
2024年5月24日，佐藤在其個人部落格及Twitter上宣佈Kabosu於當天上午7時50分逝世，享年18歲。

## 生活
Kabosu是一隻在獨棟房屋內飼養的小型室內犬。佐藤通常稱牠為「かぼちゃん」（Kabo-chan），由於佐藤為全職工作者，Kabosu在白天和貓咪們一起在家中獨處。雖然大部分時間Kabosu都在睡覺，但有時會和貓咪們一起搞惡作劇或偷吃食物。平時，Kabosu對於吃飯時間特別興奮。晚上，Kabosu則和佐藤夫婦以及貓咪們同室睡覺。佐藤每日早晚經常安排足夠的時間帶牠出門步，週末則會在大自然等綠地環境進行散步。夏天時也會安排前往露營。

## 遺產

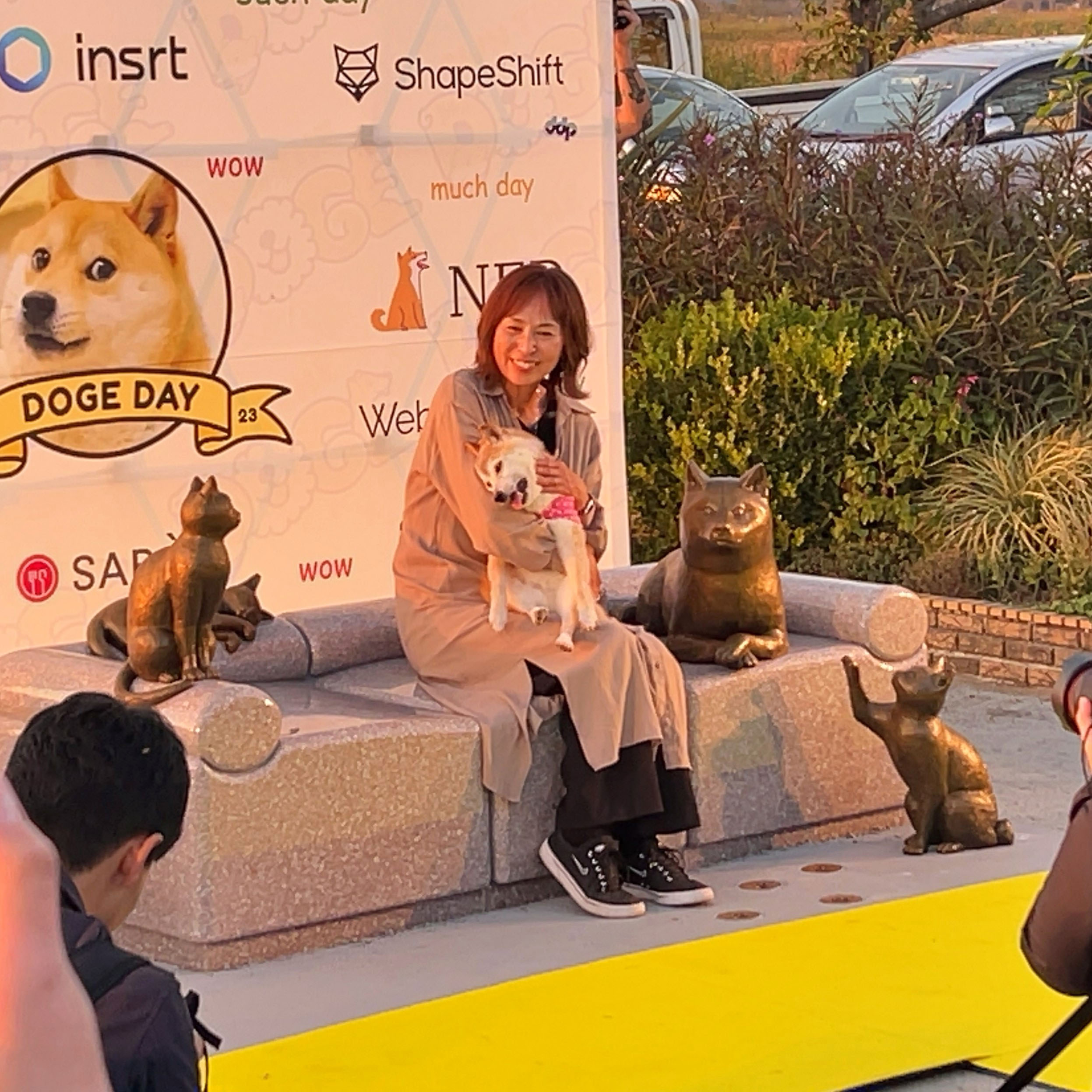
2023年，Kabosu與飼主佐藤敦子出席Kabosu雕像的揭幕典禮。

在日本，Kabosu被認為是人氣寵物而非網路迷因。佐藤的博客在2013年12月曾成為全日本第四大最受歡迎的寵物博客。對於「Doge」迷因，佐藤曾表示：「老實說，有些圖片對我來說很奇怪，但它們仍然非常有趣！我對他們的技術和品味感到非常印象深刻。在我周圍，沒有人知道Doge迷因的存在。也許是因為我對迷因了解不多，畢竟我過著平凡的生活。」佐藤解釋道：「任何人都能看到這些照片並使用它們是很自然的事情，但在看到這個迷因之前，我並沒有想到這一點。」這次經歷讓佐藤認識到網絡的公開性，他表示：「我了解到網絡的風險在於，全世界任何人都可以看到我在博客上的生活。」
《收斂期刊》認為Kabosu的形象成為核心文化圖標，並因其廣為人知的影響力而用於商業廣告中。
2023年，在世界各地Kabosu粉絲的捐助下，一座紀念Kabosu的雕像在千葉縣佐倉市佐倉故鄉廣場豎立，這裡是Kabosu經常散步的地方。紀念碑採用日英雙語，並寫著：

Kabosu的出生日期並不確定。2008年11月2日，她加入了佐藤敦子的家庭。然後在2010年2月13日，Kabosu在網絡上備受矚目，成為全球最受歡迎的網路迷因。牠的平靜和包容，激勵着所有粉絲『Do Only Good Everyday』（每天只做善事）。

2024年，佐倉市安裝了一個印有Kabosu形象的人孔蓋，並安裝在佐倉故鄉廣場內。

## 外部連結
- 與Kabosu醬散步 （页面存档备份，存于）佐藤敦子的部落格
- 2010年原始圖片的連結 （页面存档备份，存于）
- かぼすママ的X（前Twitter）
- かぼすママ的Instagram帳戶